# Arent van 's-Gravesande

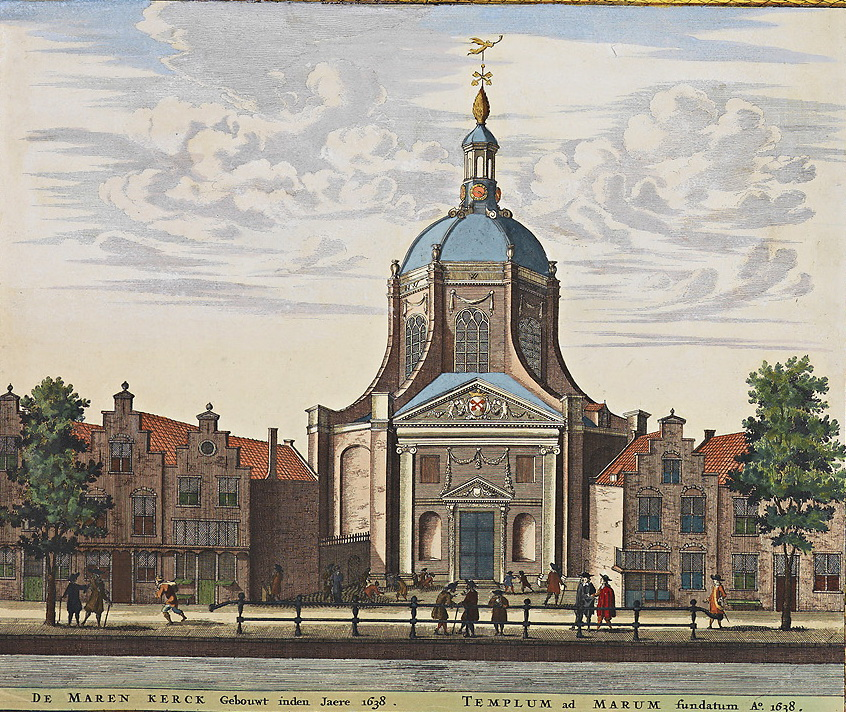
Marekerk (Leiden) in de Atlas De Wit uit 1698

Arent van 's-Gravesande ('s-Gravenzande (?), ± 1610 - Middelburg, 1662) was een Nederlandse bouwkundige en architect.

## Leven en werk
Van 's-Gravesande begon zijn loopbaan als timmerman in Den Haag. Tijdens zijn leerjaren bij bouwmeester Jacob van Campen, de ontwerper van het Paleis op de Dam in Amsterdam, maakte hij zich de bouwstijl eigen van het Hollands classicisme. Samen met Philips Vingboons en Pieter Post behoort hij tot Van Campens belangrijkste leerlingen. Arent van 's-Gravesande was een broer van Pieter Noorwits die het ontwerp maakte voor de Nieuwe Kerk in Den Haag.
Zijn eerste grote opdracht betrof de Sint Sebastiaansdoelen in Den Haag, die hij in 1636 ontwierp, samen met Bartholomeus van Bassen. In 1638 kwam hij in dienst in de functie van "fabriek" (stadsbouwmeester) bij de gemeente Leiden, bij wat nu 'openbare werken' zou heten. Dit lijkt een fraaie betrekking, maar de gemeente gaf hem weinig privileges. Hij was tenslotte iemand van buiten, uit Den Haag. Gebouwen van zijn hand in Leiden zijn het Commissarishuis aan de Vliet, de Marekerk, de Lakenhal, de Bibliotheca Thysiana, het Huis van Leyden en de Doelenpoort. De Lakenhal is geïnspireerd door (volgens sommigen gekopieerd van) het Huygenshuis in Den Haag, de woning van Constantijn Huygens. In zijn Leidse periode ontwierp Van 's-Gravesande ook het Raadhuis van Middelharnis.   
Na diverse problemen verliet Van 's-Gravesande Leiden in 1655. Hij ging naar Rotterdam en vervolgens naar Middelburg, waar hij in 1662 overleed.

## Galerij

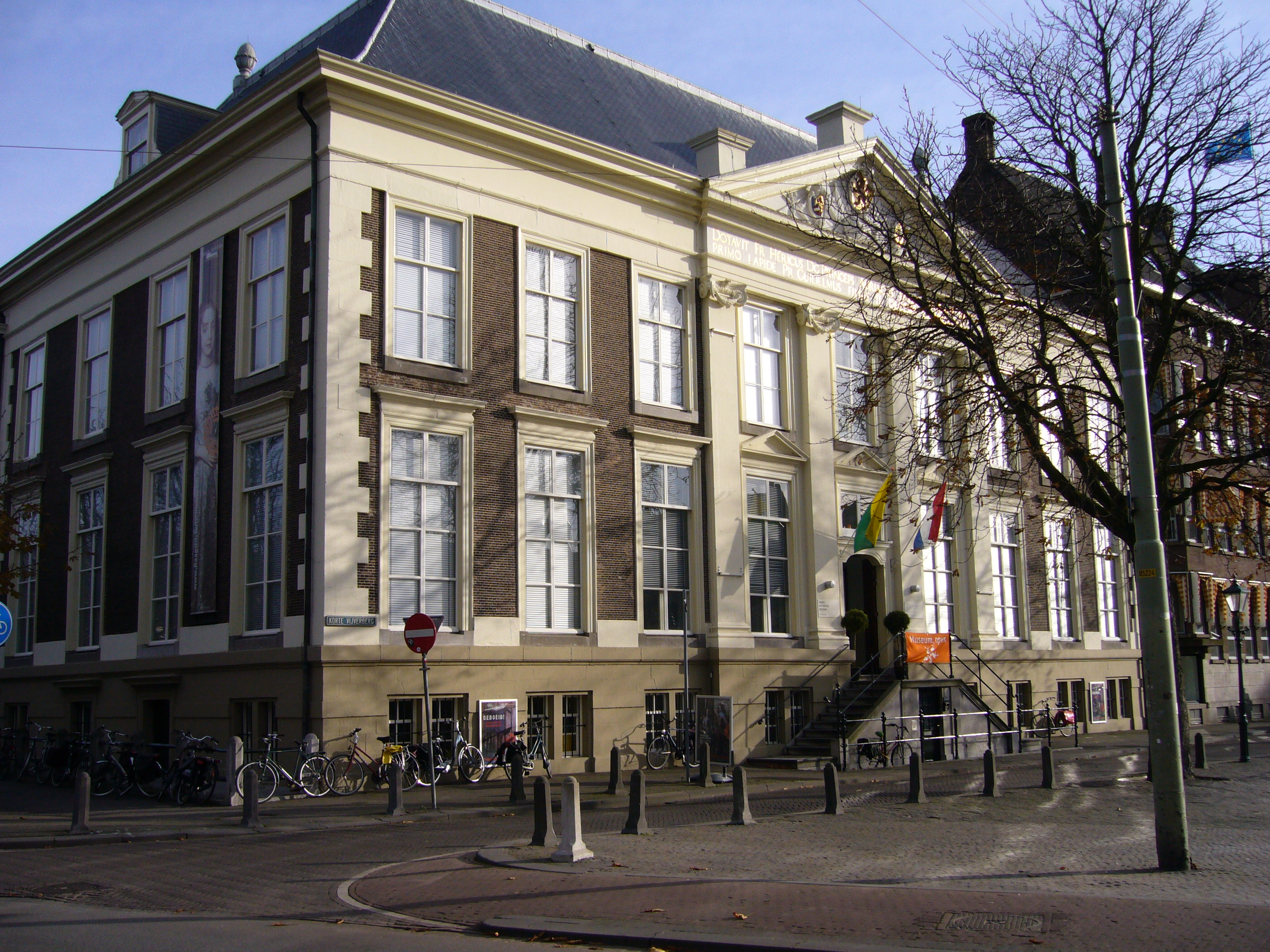
Sint Sebastiaansdoelen, Den Haag (1636)
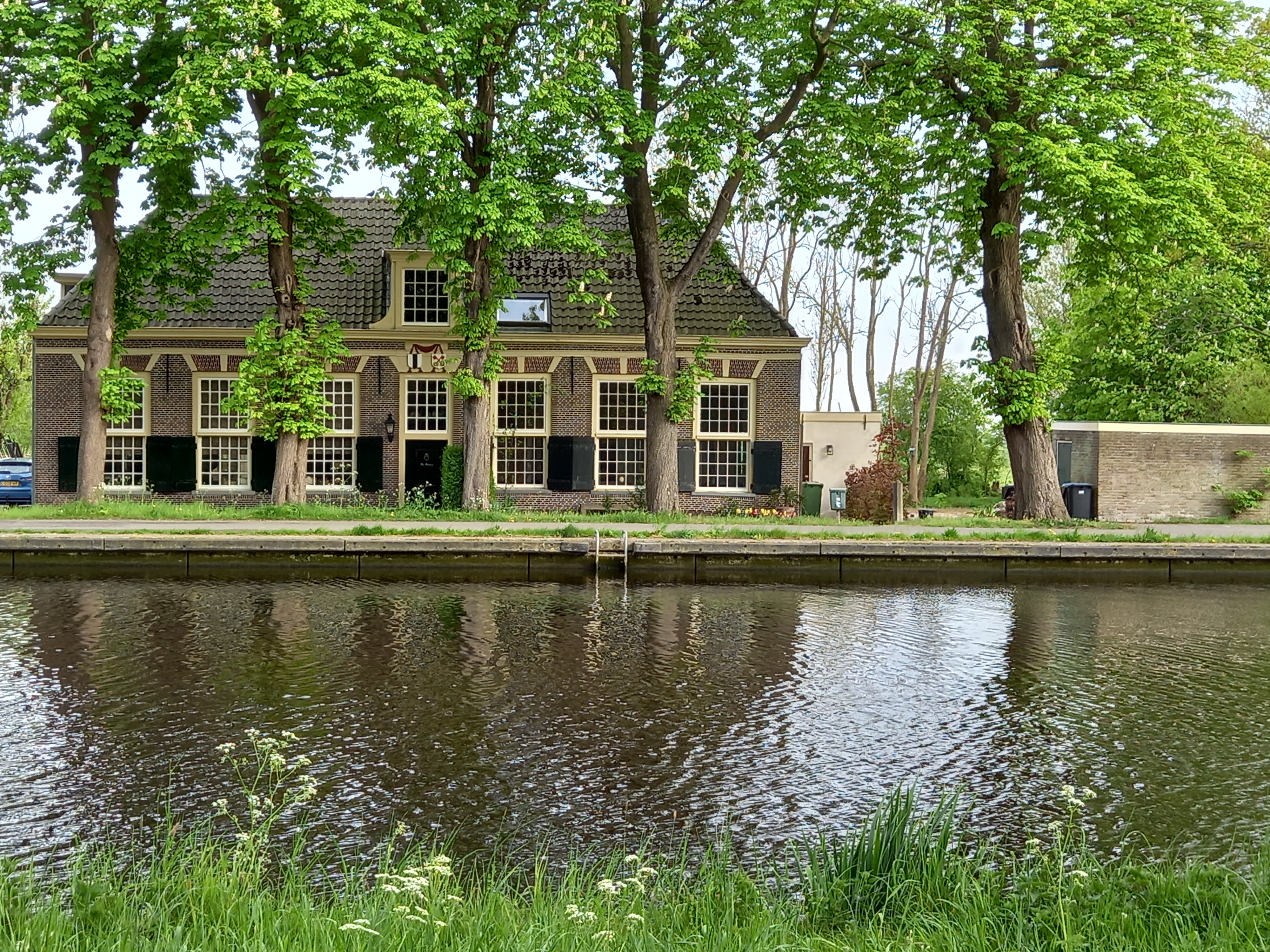
Commissarishuis Leiden (1636-1638)
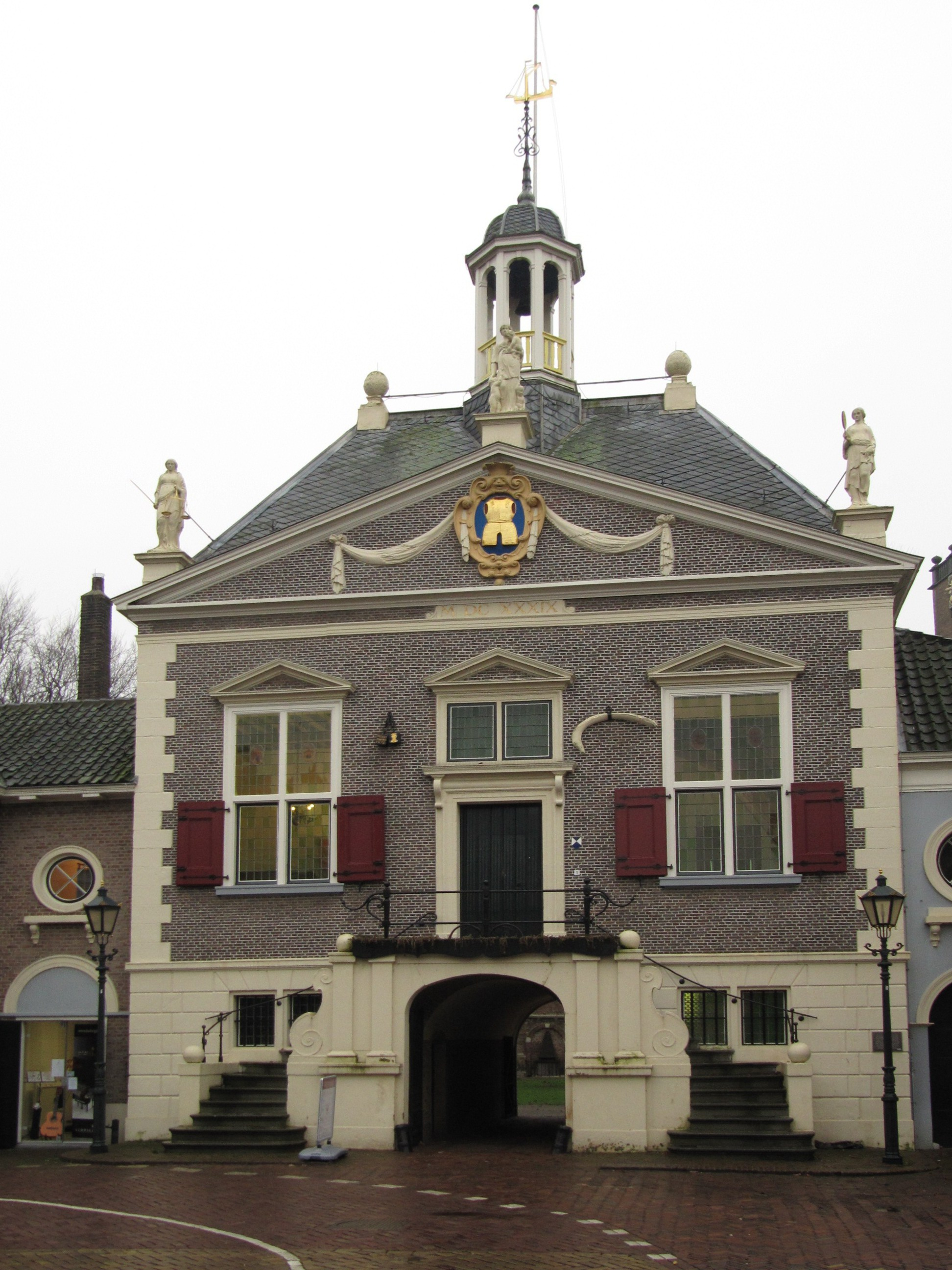
Raadhuis, Middelharnis (1639)
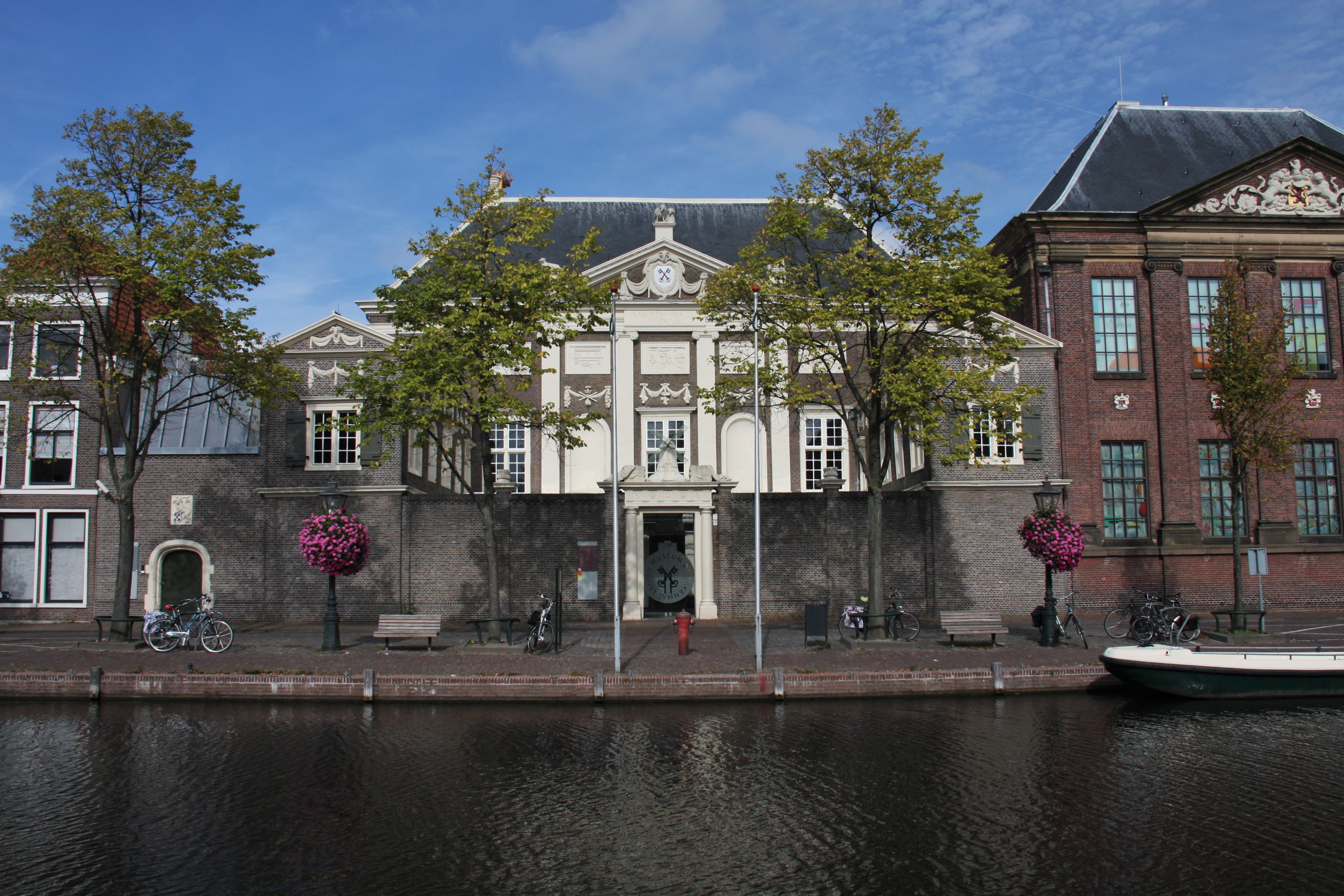
Lakenhal, Leiden (1639-1640)
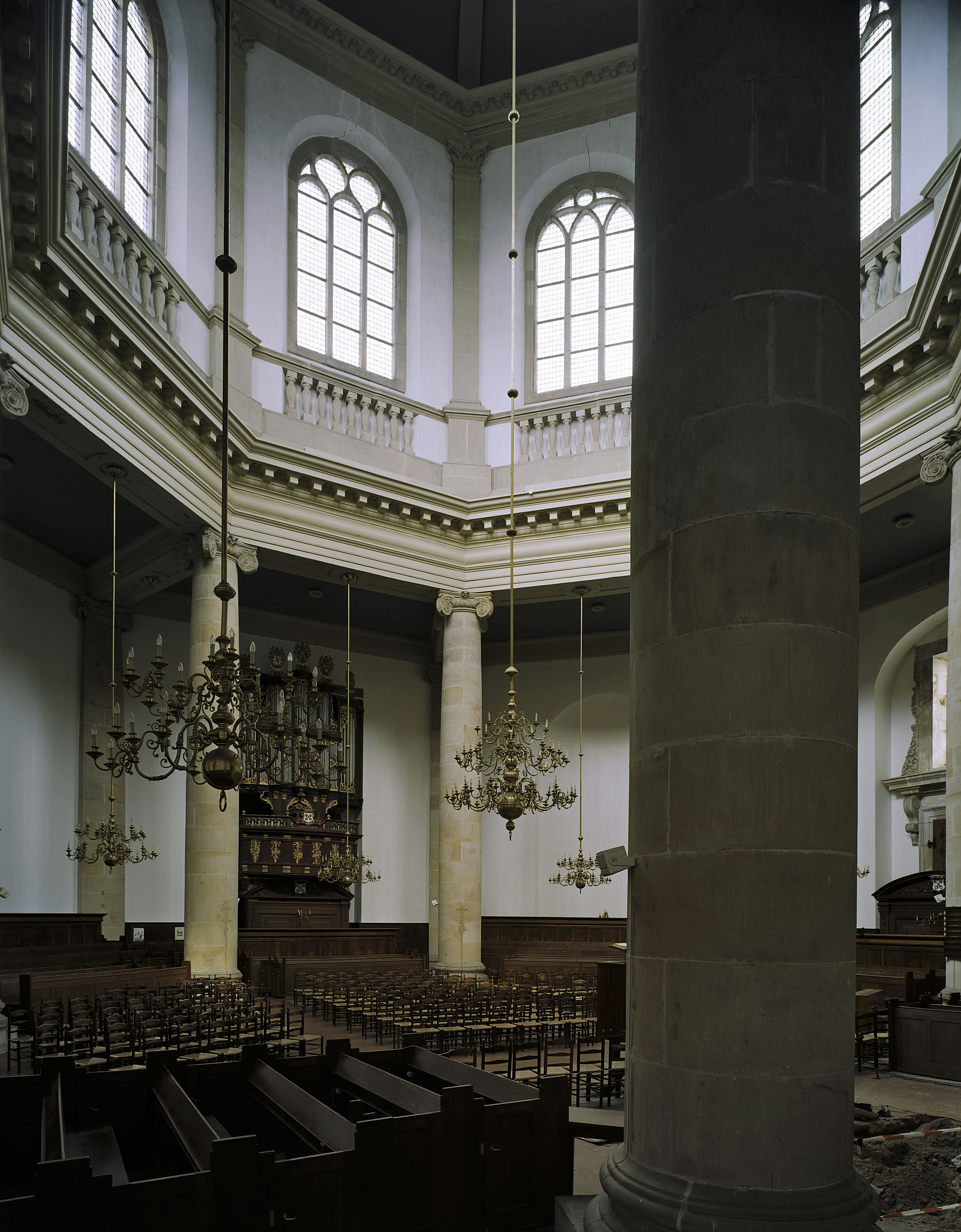
Marekerk, Leiden (1639-1649)
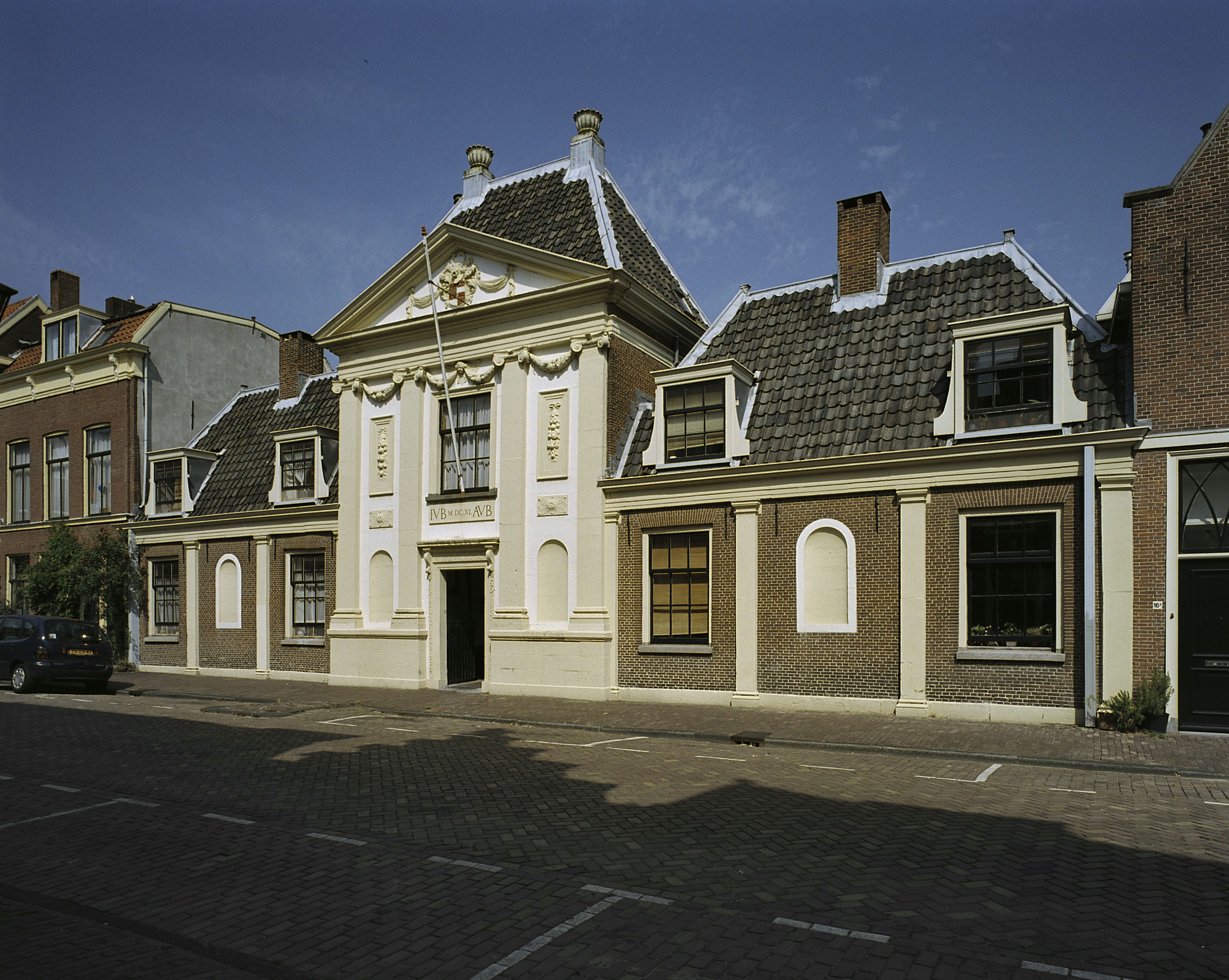
Brouchovenhof, Leiden (1640)
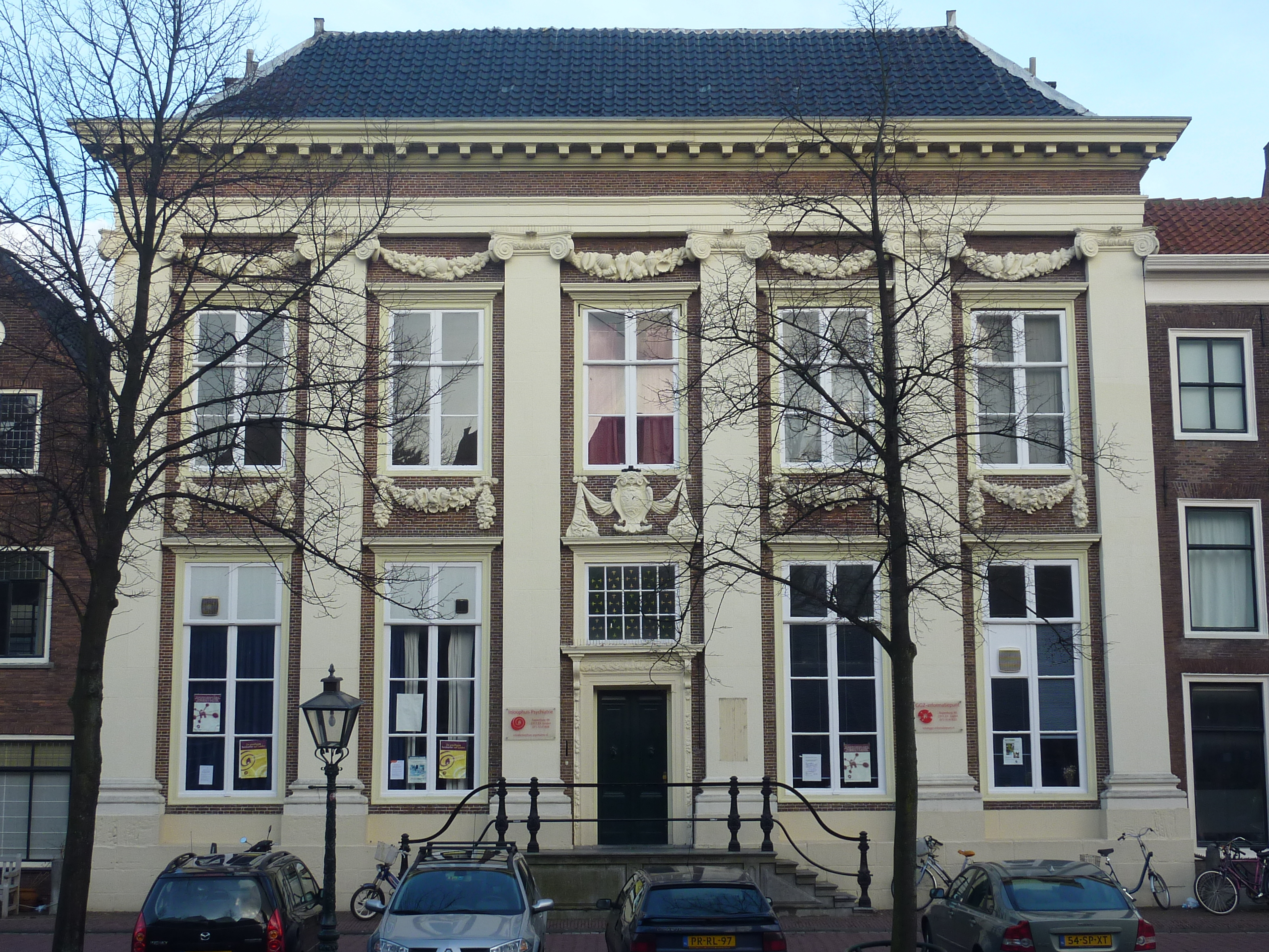
Huis van Leyden, Leiden 1641)
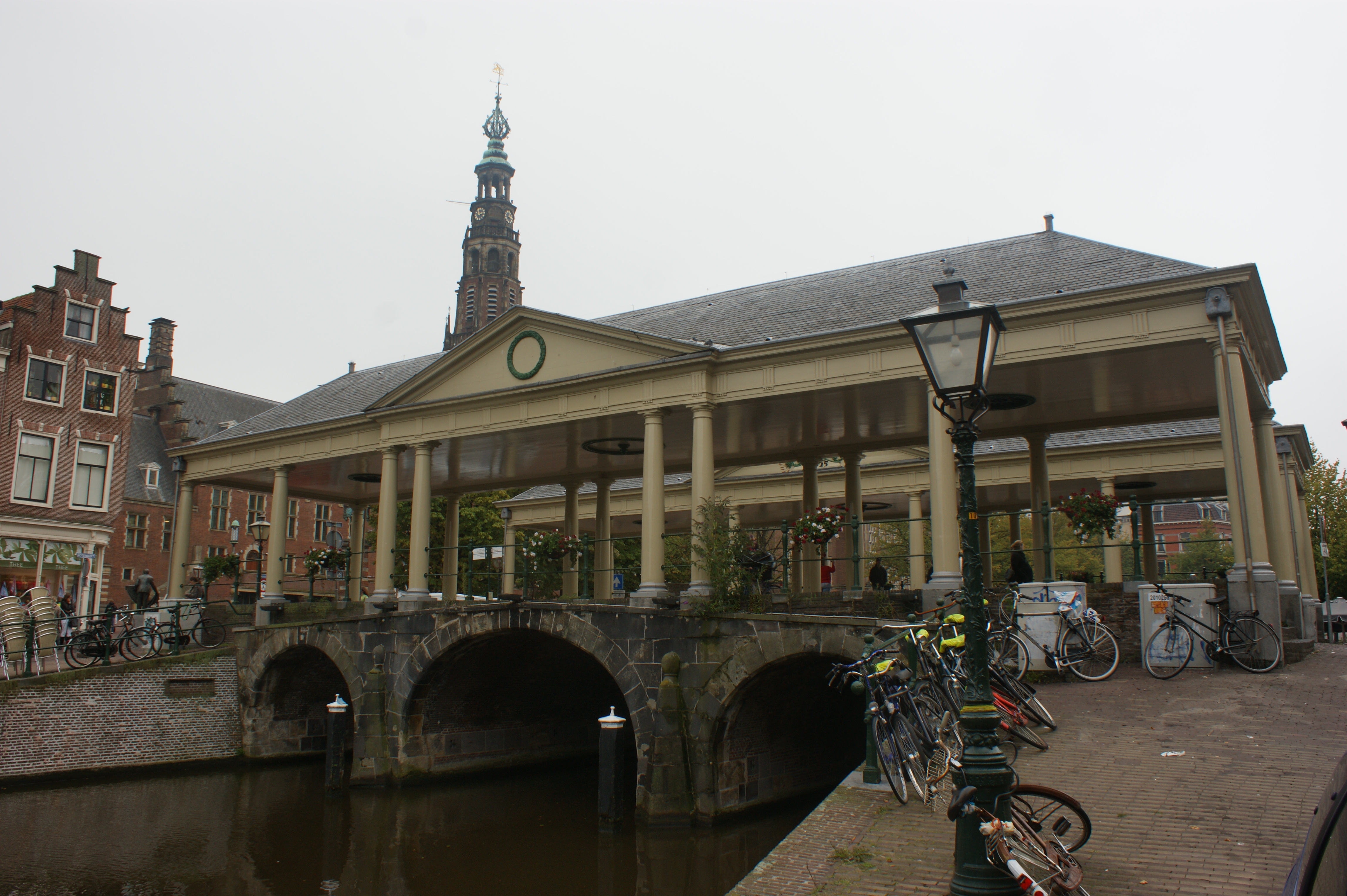
Koornbrug, Leiden (1642)
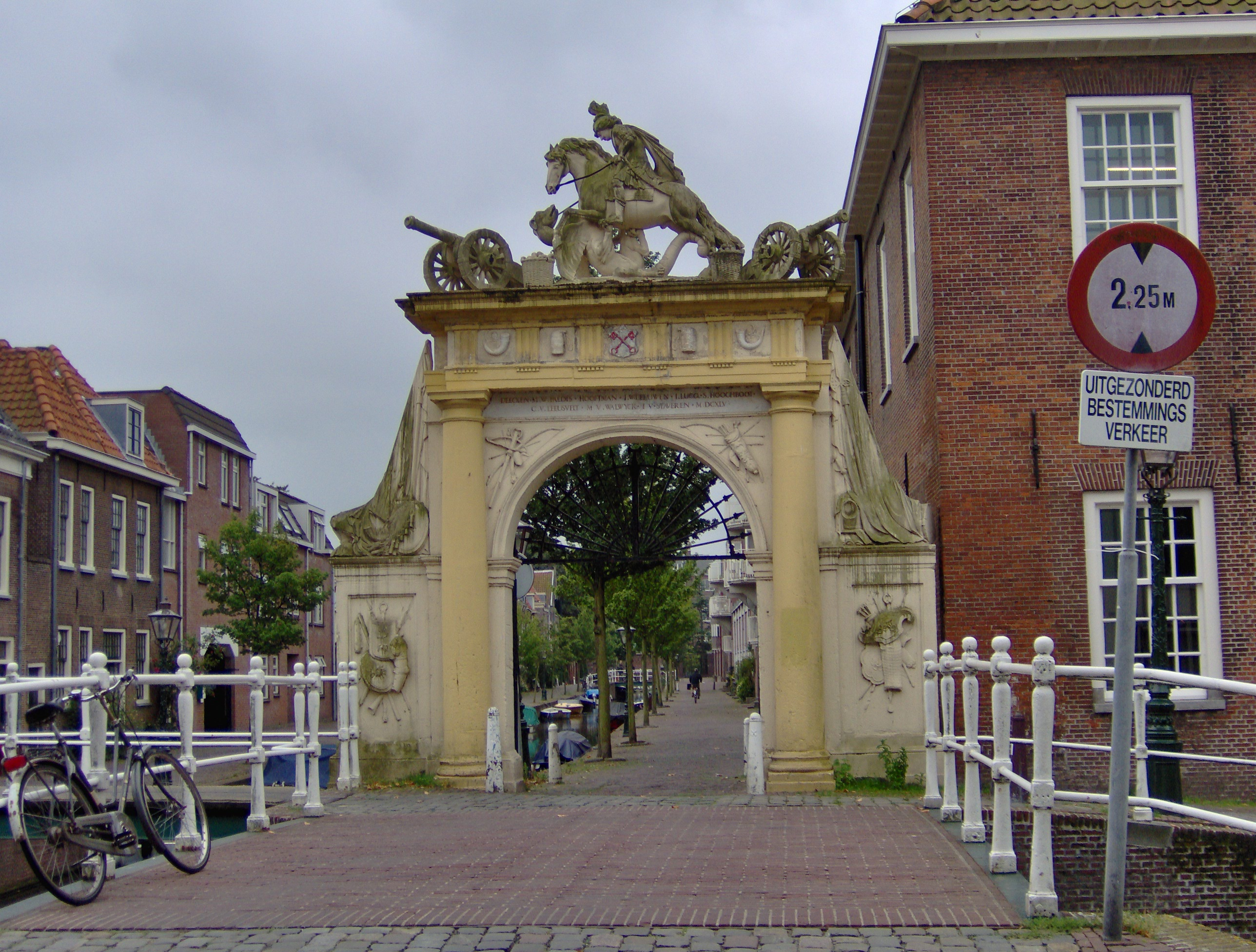
Doelenpoort, Leiden (1645)
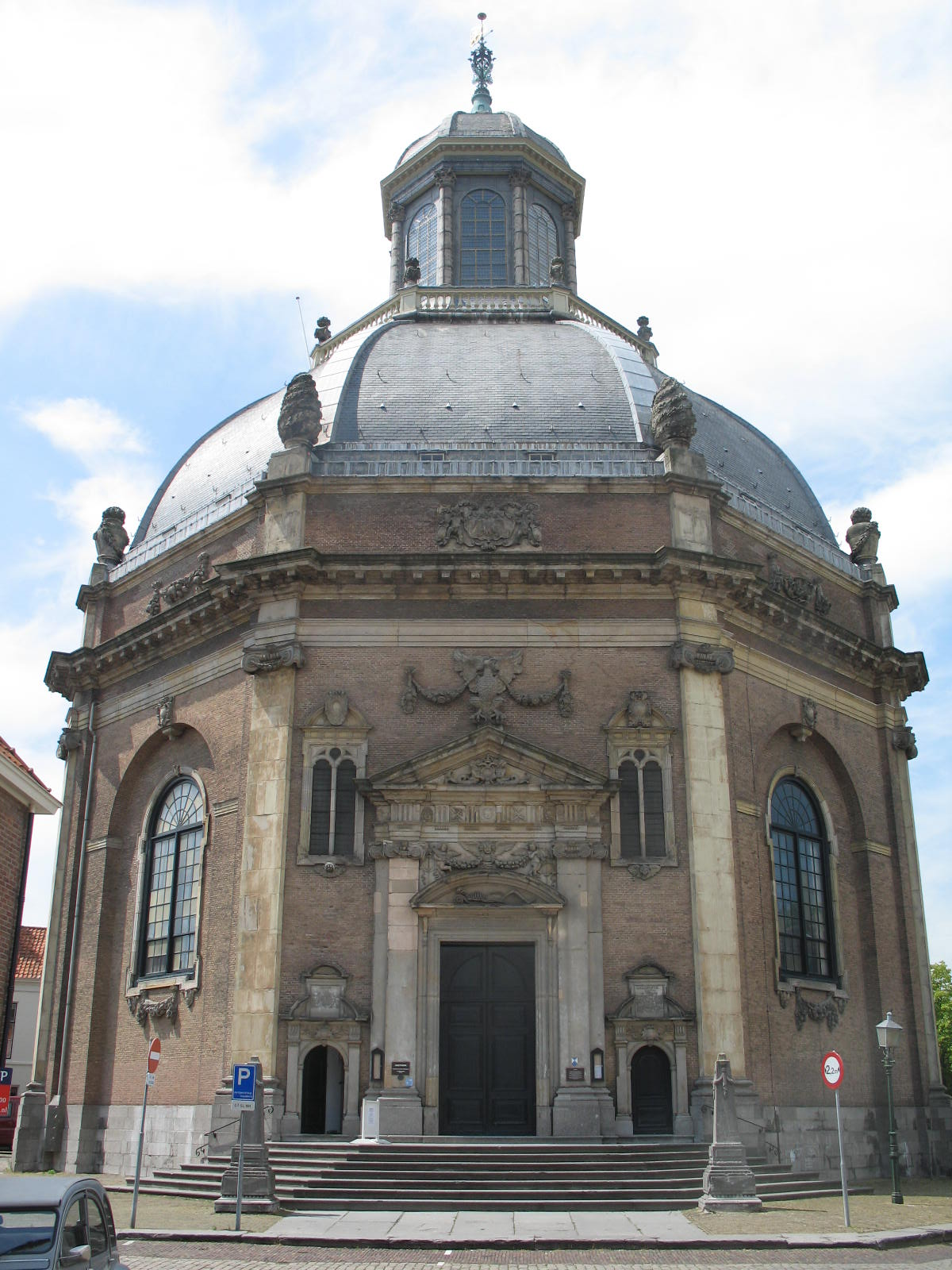
Oostkerk, Middelburg (1647-1667)
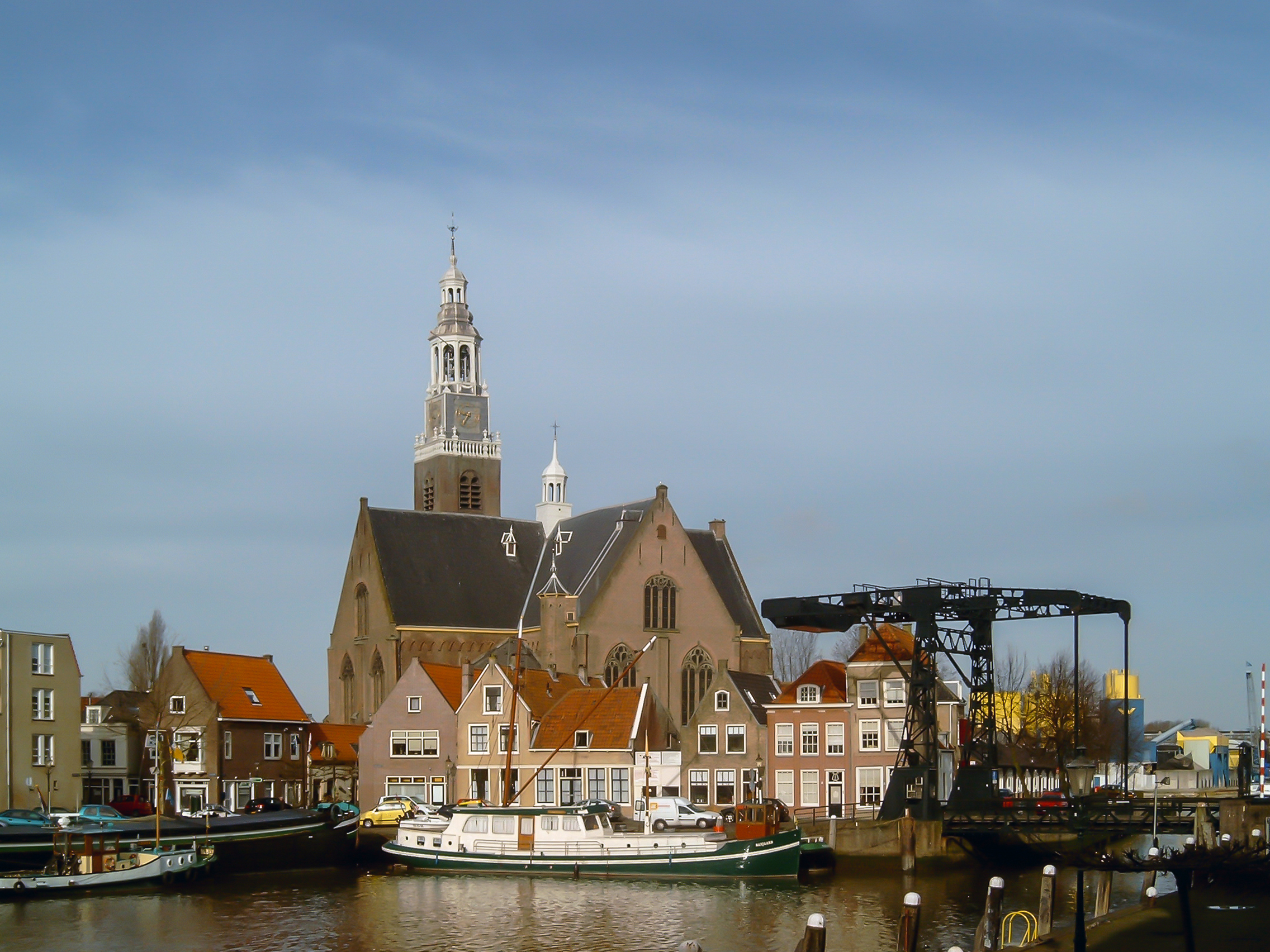
Toren van de Grote Kerk, Maassluis (1648-1650)
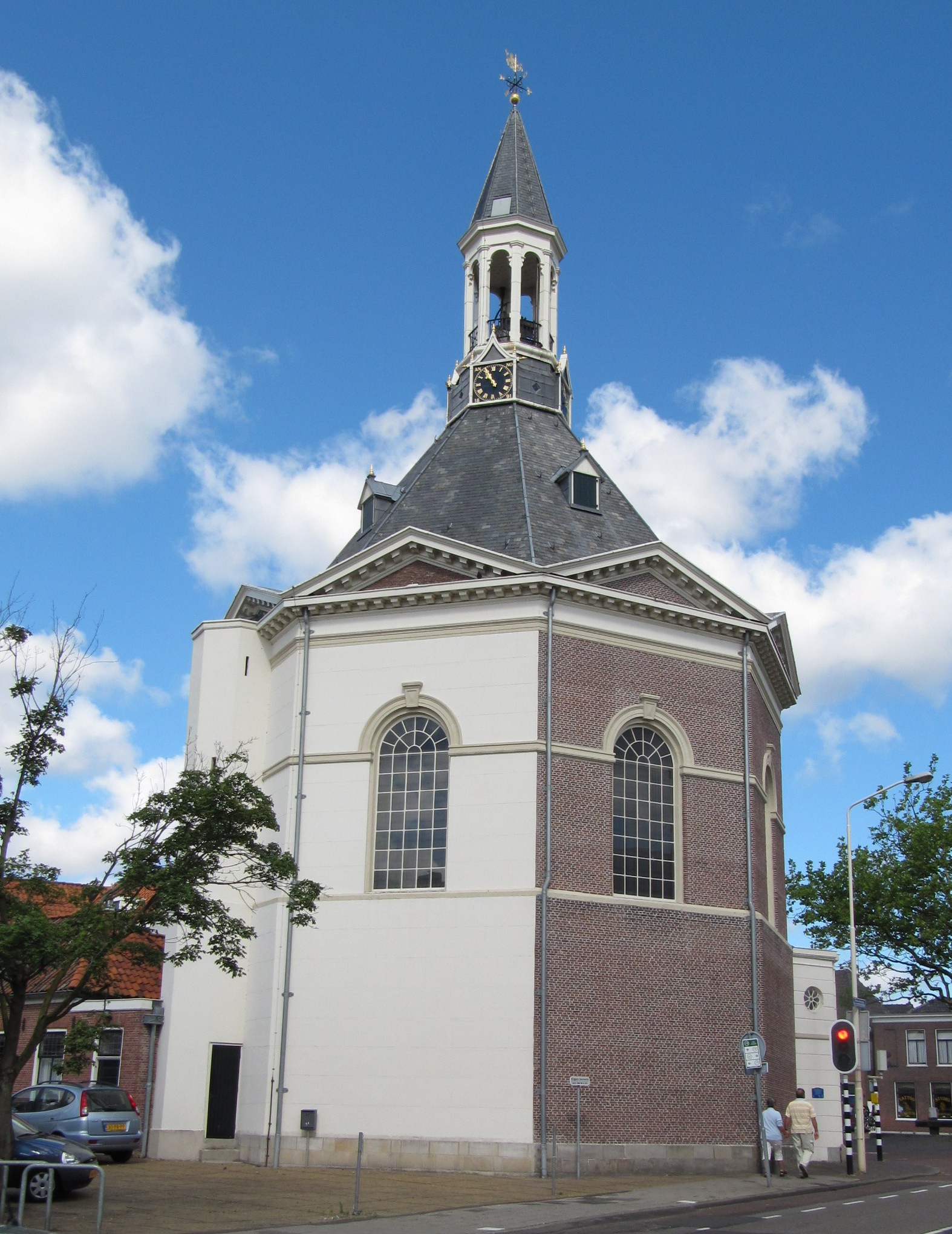
Dorpskerk, Leidschendam (1652-1654, 1696 herbouwd)
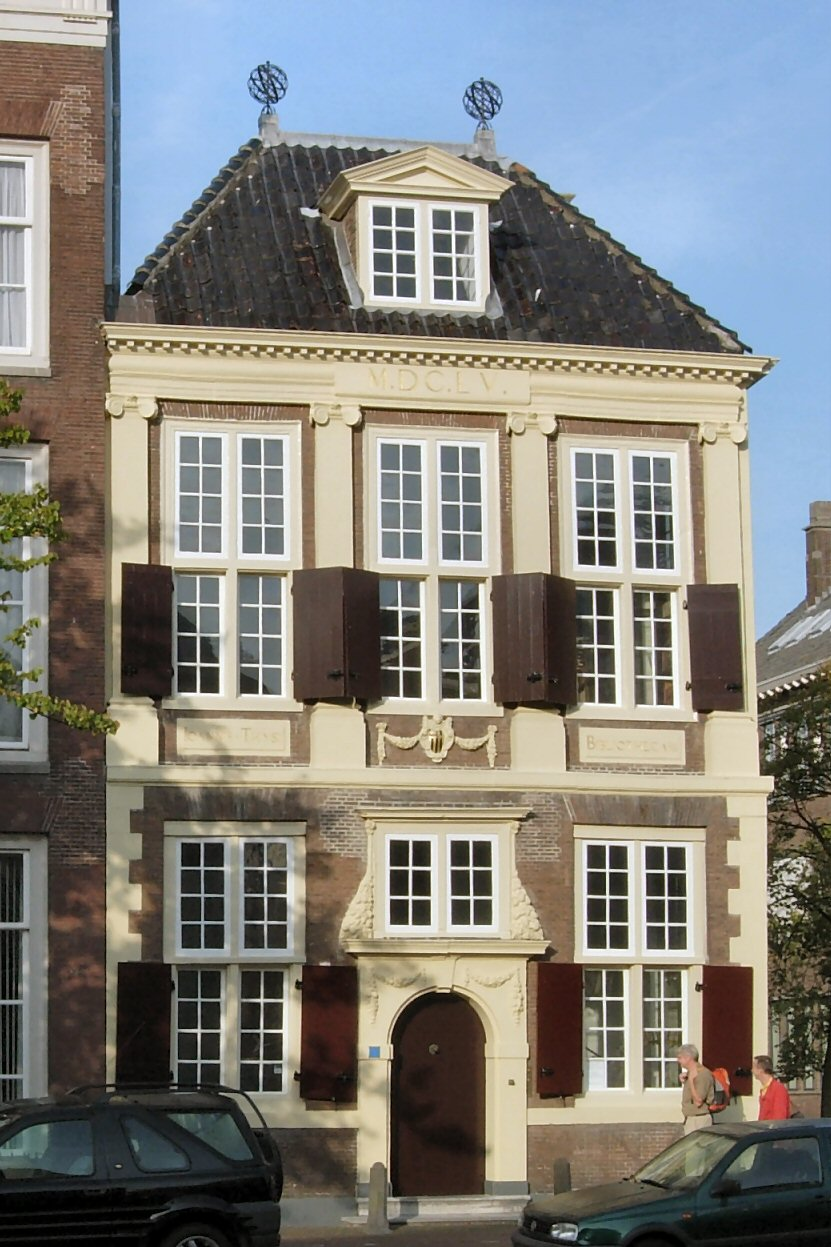
Bibliotheca Thysiana, Leiden (1654-1655)
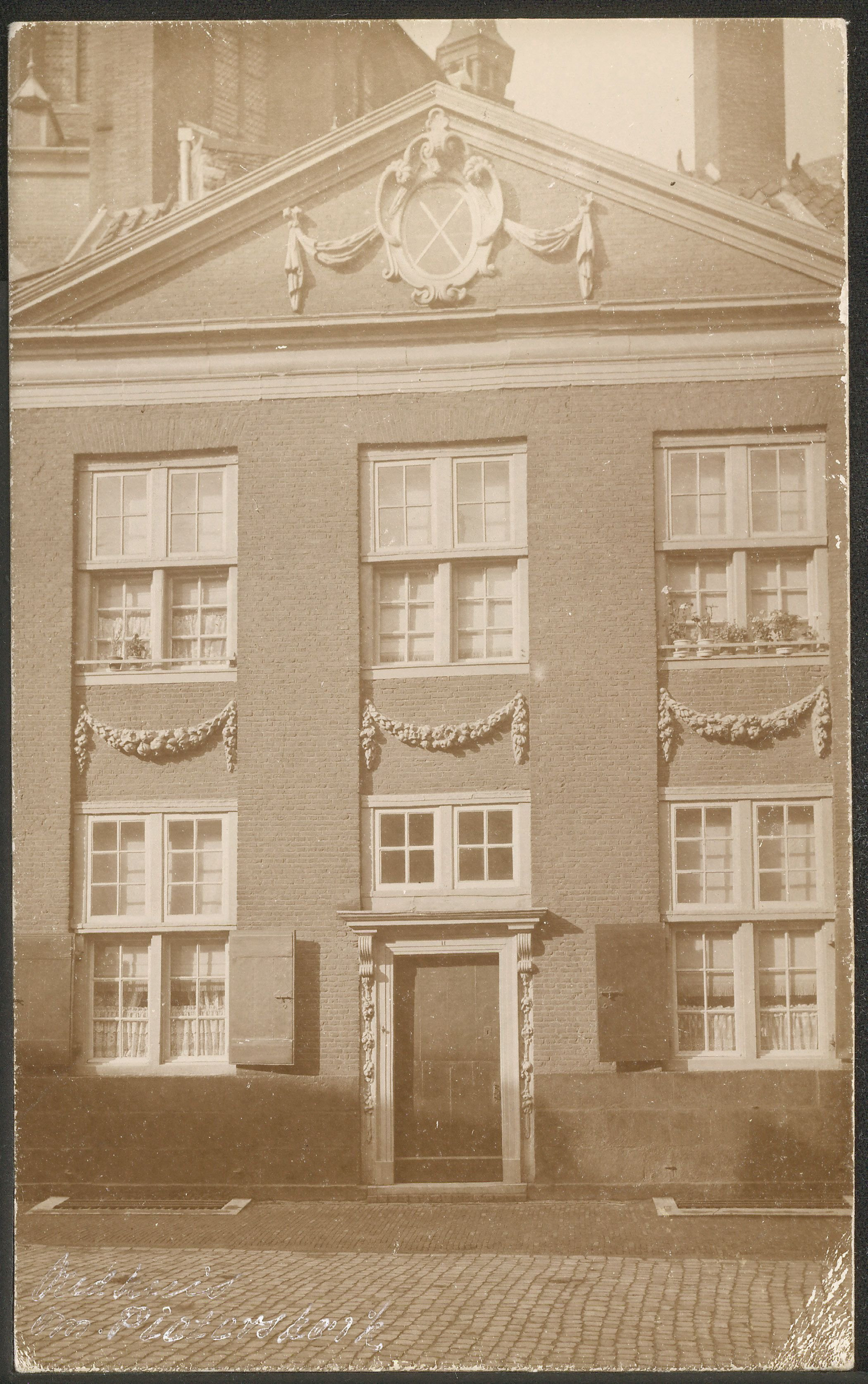
Voorgevel huis Pieterskerkhof (Leiden)